# Машуров, Анатолий Петрович
Анатолий Петрович Машуров (2 февраля 1939 — 25 июля 1996) — передовик советского железнодорожного транспорта, начальник строительно-монтажного поезда № 571 треста «Ленабамстрой» Министерства транспортного строительства СССР, Иркутская область, Герой Социалистического Труда (1984).

## Биография
Родился в 1939 году в городе Тайшет Иркутской области. В 1954 году вся семья переехала в посёлок Заярск. Завершив обучение в десяти классах общеобразовательной школы, начал трудовую деятельность кочегаром на паровозе. Позже перешёл на работу на местный лесозавод мастером, участвовал в строительстве комбината в посёлке Осиновка (ныне в составе города Братска). В 1973 году по приглашению правительства Чили принял участие в строительстве железнодорожного пути к медеплавильному комбинату на территории дружественного государства.
В ноябре 1974 года он одним из первых принял участие в строительстве Байкало-Амурской магистрали (БАМ), строил участок дороги Хребтовая — Усть-Илимская. В декабре 1974 года приехал в посёлок Улькан и стал работать главным инженером строительно-монтажного поезда №571 (СМП «Юность Сибири»), с 1978 года возглавил работу этого поезда став начальником. На этой должности проработал до самой смерти. В 1981 году участок БАМа, который строил СП/МП-571, был сдан в постоянную эксплуатацию раньше срока с оценкой «отлично».
За выдающиеся производственные успехи, достигнутые при сооружении Байкало-Амурской железнодорожной магистрали, обеспечение досрочной укладки главного пути на всём её протяжении и проявленный трудовой героизм, Указом Президиума Верховного Совета СССР от 25 октября 1984 года Анатолию Петровичу Машурову было присвоено звание Героя Социалистического Труда с вручением ордена Ленина и золотой медали «Серп и Молот».
В дальнейшем продолжала трудовую деятельность, показывала высокие результаты в труде. Без отрыва от работы завершил обучение в Иркутском техникуме транспортного строительства и Новосибирском институте железнодорожного транспорта. Почётный транспортный строитель.
Умер 25 июля 1996 года от сердечной недостаточности в своём рабочем кабинете начальника поезда. Похоронен в городе Братске.

## Награды
За трудовые успехи удостоен:
- золотая звезда «Серп и Молот» (25.10.1984),
- орден Ленина (25.10.1984),
- Орден Знак Почёта (05.02.1981),
- Медаль «За трудовую доблесть» (07.02.1974),
- другие медали.

## Память
- В посёлке Улькан одна из улиц в 1996 году была переименована и носит имя Героя Социалистического Труда.